# Abdul Wardak
Abdul Wardak, född 15 augusti 1940, är en afghansk friidrottare (häcklöpare och spjutkastare). Han deltog vid olympiska sommarspelen 1960.